# Luigi di Battenberg
Luigi di Battenberg, poi Mountbatten (Luigi Ludovico Alessandro) (Graz, 24 maggio 1854 - Londra, 11 settembre 1921) fu Principe di Battenberg, dinastia tedesca, fino al 1917 quando cambiò il proprio cognome con la versione anglofona, Mountbatten, venendo nominato allo stesso tempo Marchese di Milford Haven, dal re Giorgio V. Fu Primo lord del Mare della Royal Navy.

## Biografia

### Giovinezza

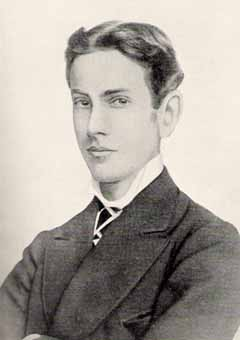
Luigi di Battenberg nel 1869.

Luigi nacque il 24 maggio 1854 a Graz, in Austria, primo figlio maschio di Alessandro d'Assia e della moglie, Julia von Hauke; nel 1851 il padre Alessandro sposò Julia von Hauke la quale era solo una contessa, figlia orfana di Hans Moritz von Hauke, Generale e Ministro della Guerra della Polonia russa. Di conseguenza la giovane era considerata di un rango insufficiente per sposare un appartenente alla linea alla successione al trono d'Assia. Al momento delle nozze Julia fu creata Contessa di Battenberg dal cognato, Luigi III d'Assia, venendole conferito il titolo di Altezza Illustrissima e poi nel 1858 di Principessa di Battenberg, col trattamento di Altezza Serenissima. I figli di Alessandro e Julia, tra cui lo stesso Luigi, detennero i titoli di principe o principessa di Battenberg col trattamento di Altezze serenissime. Luigi aveva tre fratelli, Alessandro, Enrico e Francesco Giuseppe, e una sorella, Maria.
Luigi imparò fluentemente il tedesco, il francese e l'inglese. Trascorse parte della sua giovinezza in Italia, dove il padre era di servizio militare, ma anche in parte nel Castello di Heiligenberg a Jugenheim.

### Matrimonio

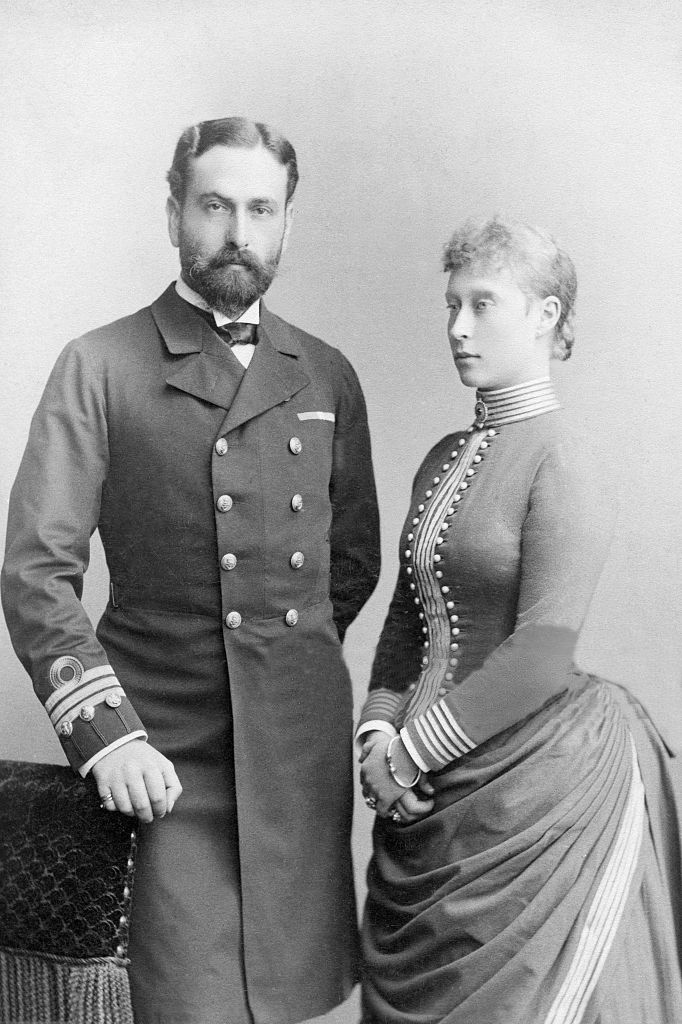
Luigi e Vittoria d'Assia e del Reno.

Luigi sposò il 30 aprile 1884 la seconda cugina Vittoria d'Assia, figlia del Granduca Luigi IV e di Alice di Sassonia-Coburgo-Gotha, nonché nipote della regina Vittoria. Secondo Charles Nevin, la torta Battenberg fu inventata per le loro nozze. I quattro quadrati colorati di torta all'interno di marzapane e glassa simboleggiavano Louis e i suoi tre fratelli. La coppia ebbe quattro figli:
- Alice (1885 - 1969)
- Luisa (1889 - 1965)
- Giorgio (1892 - 1938)
- Louis (1900 - 1979)

### Carriera militare[3]

#### Cadetto della Royal Navy

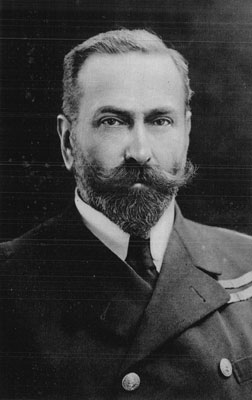
Luigi Alessandro di Battenberg.

Trasferitosi in Gran Bretagna, espresso il suo desiderio di entrare nella Royal Navy, così frequentò la Eastman's Royal Naval Academy a Southsea, dove intraprese un corso intensivo per prepararsi all'esame di ammissione alla Marina. Un verbale del Board of Admiralty del 3 agosto registra che Battenberg doveva essere esaminato a dicembre, nonostante avesse superato l'età stabilita dai regolamenti. Nelle sue memorie ricordò: "Il 14 ottobre, il dottor Burney mi portò da un notaio a Gosport dove prestai giuramento di fedeltà alla Regina e mi fecero baciare una Bibbia molto sporca; poi firmai un documento che mi rendeva suddito britannico." Secondo il suo stato di servizio, fu naturalizzato e divenne suddito britannico il 30 settembre 1868, in base alle disposizioni dell'Aliens Act del 1844 (7 e 8 Vict. c. 66). Il 3 ottobre fu iscritto nei registri della Victory a Portsmouth come cadetto della Marina, entrando così nella Royal Navy.
Il capitano Hood riferì: "La conoscenza del principe Louis nella lingua francese è molto soddisfacente, così come in Geografia moderna, Aritmetica, Algebra, Equazioni, Euclide, Definizioni e assiomi del primo libro e Trigonometria, per quanto specificato nella vostra lettera. Anche la sua conoscenza di Navigazione elementare è soddisfacente. Per quanto riguarda i suoi risultati nelle materie sopra menzionate, mi permetto di riferire che Sua Altezza, il principe Louis, è considerato qualificato per un incarico da cadetto della Marina."

#### Primi incarichi

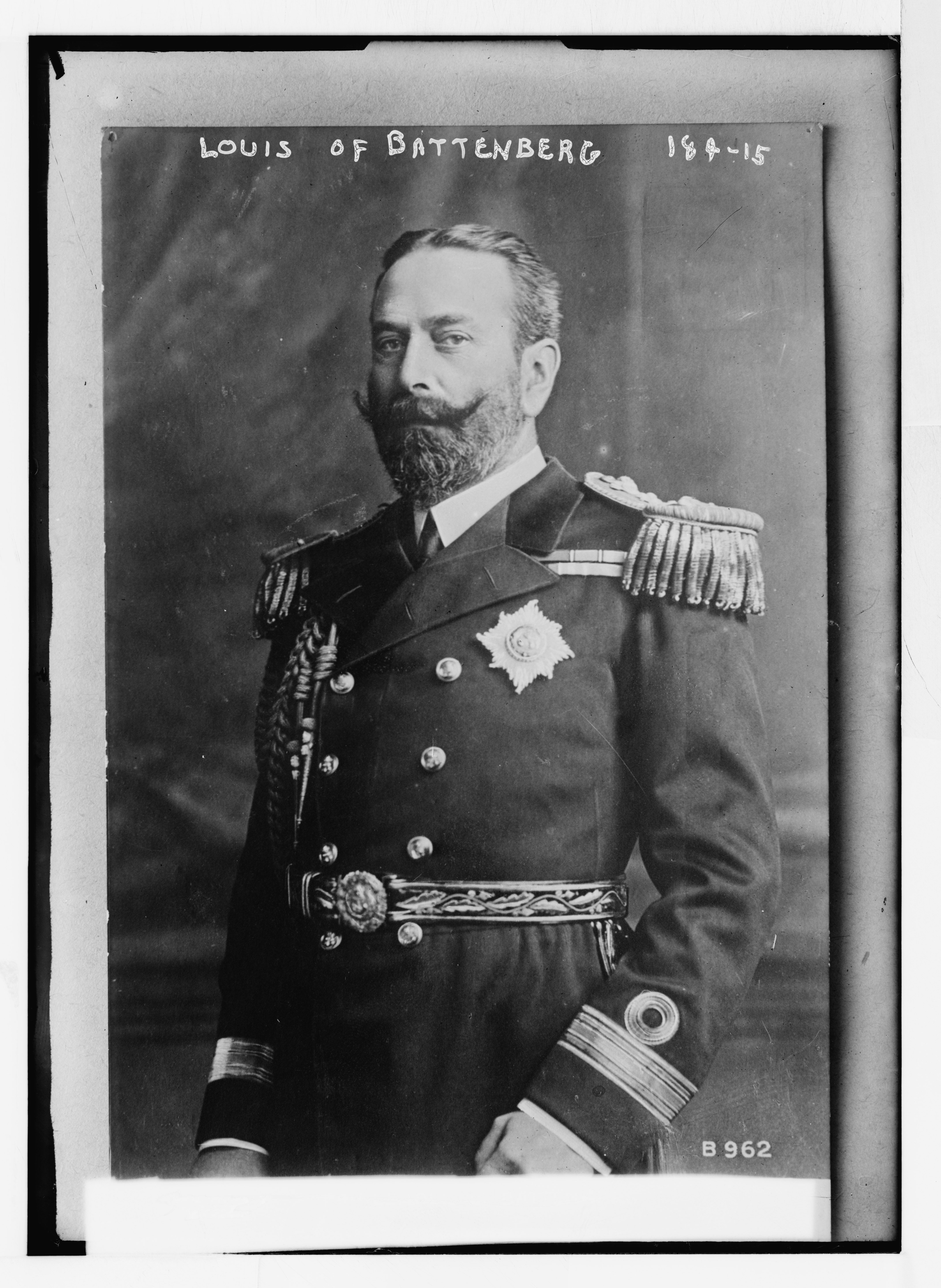
Luigi in uniforme della Marina.

Raggiunti i gradi di Guardiamarina e poi di Tenente, il 15 maggio 1876, prestò servizio nella stazione del Nord America e delle Indie Occidentali, partecipando anche alla Guerra anglo-egiziana, nel 1882. Promosso Comandante nel 1885 e Capitano il 31 dicembre 1891. L'anno successivo, Luigi avrebbe inventato l'intelligente e versatile ausilio alla navigazione, il Battenberg Course Indicator. Fu nominato al comando dell'incrociatore protetto di seconda classe "Andromache" nelle manovre annuali, tenutesi dal 21 luglio al 10 settembre. Il 23 novembre fu nominato Consigliere navale dell'Ispettore generale delle fortificazioni, posizione che mantenne fino al 15 ottobre 1894. Fu nominato al comando dell'incrociatore "Cambrian" sulla stazione del Mediterraneo, il 16 ottobre 1894, e ne fu sostituito l'8 aprile 1897. l 1° gennaio 1897, Luigi fu nominato aiutante di campo onorario della marina della regina Vittoria. Fu nominato al comando della corazzata "Majestic" nello squadrone della Manica, il 7 giugno 1897, lasciando il posto il 28 giugno 1899, cedendo il comando della Majestic al capitano George Le C. Egerton. Lo stesso giorno fu nominato Direttore Assistente dell'Intelligence Navale (A.D.N.I.) nel Dipartimento dell'Intelligence Navale (N.I.D.) presso l'Ammiragliato. 

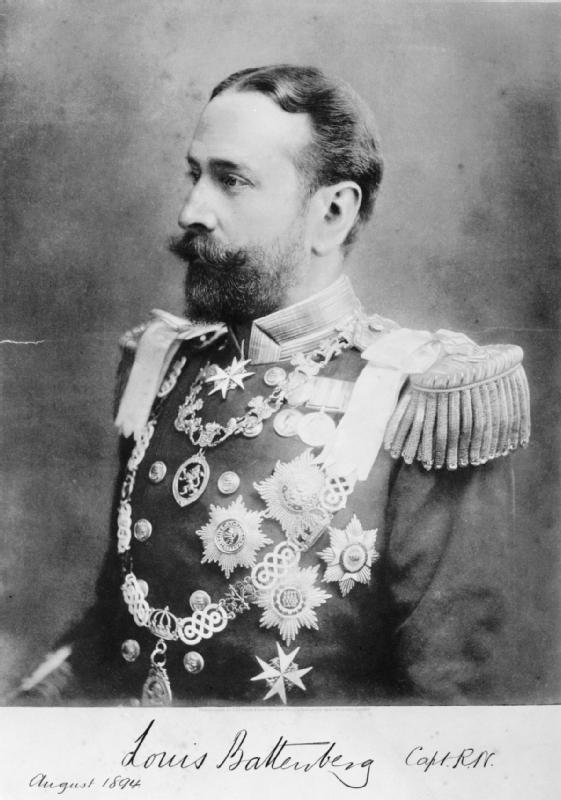
Il Principe Luigi di Battenerg.

Divenne Aiutante di Campo Personale della Marina di Edoardo VII, il 25 febbraio 1901. Fu sostituito come A.D.N.I. il 6 maggio. Il Consiglio dell'Ammiragliato espresse il suo "alto apprezzamento per il modo zelante e abile in cui svolse i doveri in relazione alla Sezione Mobn (Mobilitazione) dell'N.I.D." Il 10 settembre, Luigi commissionò la corazzata "Implacable" a Devonport, per il servizio nel Mediterraneo. Durante la malattia e la successiva morte del Contrammiraglio Burges Watson, Luigi Battenberg fu nominato Commodoro di Seconda Classe il 24 settembre 1902, fino all'arrivo di un successore. Il capitano della "H.M.S. Juno", David Beatty, scrisse alla moglie: Il capitano della H.M.S. Juno, David Beatty, scrisse alla moglie: "Il nostro ammiraglio si è ammalato e così siamo stati posti sotto il comando del principe Louis di Battenberg che è uno dei capitani qui, in effetti il più anziano e si suppone sia l'uomo più capace. È terribilmente gentile, ma spaventosamente pomposo e pesante in mano, ma penso che per il resto sia a posto."
L'11 ottobre 1903, Battenberg scrisse a Cyprian Bridge, Comandante in capo della stazione cinese, "Il mio lavoro sembra crescere costantemente: il DNI è requisito da ogni dipartimento, anche al di fuori dell'Ammiragliato e non dedico molto della mia vita da sveglio ad altre questioni". Riferendosi a uno staff navale, Battenberg scrisse: "Il macchinario, sotto forma del (mal chiamato) Dipartimento di intelligence, è lì; richiede di essere ampliato e rafforzato e soprattutto richiede qualcuno a capo con sufficiente potere e influenza". Il 4 febbraio 1904, il capitano (in seguito ammiraglio Sir) George F. King-Hall annotò: "Battenberg mi assicurò che non ci sarebbe stata alcuna guerra tra Russia e Giappone". Basti dire che quattro giorni dopo i giapponesi lanciarono un attacco a sorpresa alla flotta russa a Port Arthur.
Il 30 maggio Battenberg fu eletto all'unanimità fratello maggiore della Corporation of Trinity House. A giugno fu nominato presidente del Consiglio della Royal United Services Institution in successione al generale Lord Methuen. Il 1° luglio Battenberg fu promosso al grado di Contrammiraglio. Il 24 febbraio 1907 fu nominato successore del vice ammiraglio Francis C. B. Bridgeman come secondo in comando nel Mediterraneo, con il grado facente funzioni di Vice ammiraglio. Dal 23 febbraio al 27 marzo ricoprì il comando temporaneo della Flotta del Mediterraneo. In una lettera a Tweedmouth Battenberg si riferì a: "Il fatto che mi abbiate dato la nomina di Vice Ammiraglio è la migliore risposta ai miei detrattori." Battenberg fu confermato nel grado di Vice Ammiraglio il 30 giugno 1908.

#### Primo Lord del Mare

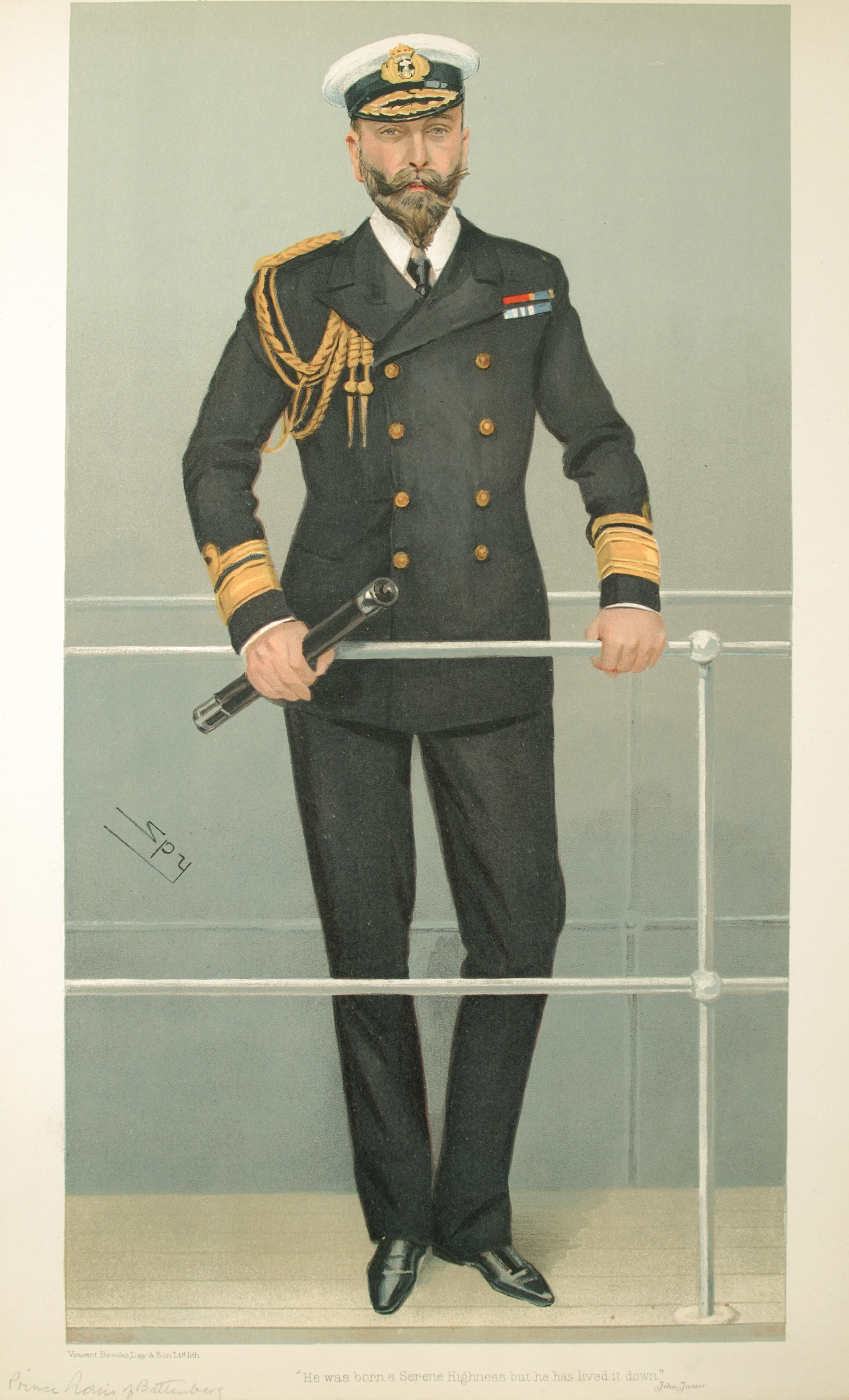
Caricatura di Luigi di Battenerg.

Il Primo Lord del Mare, Sir Francis Bridgeman, ammise in seguito in una lettera del 13 novembre 1914 che Battenberg usava un "linguaggio ben scelto" e sapeva "scrivere molto", ma ne danneggiò la comprensione come "superficiale" e lo riteneva "completamente carente di conoscenze tecniche". Il Capitano (in seguito Ammiraglio della Flotta Sir) Henry F. Oliver, scrisse in seguito: "Il Principe Louis era un uomo grande e aveva un appetito da uomo grande. A colazione iniziava con il porridge, poi pesce, poi uova e pancetta o un piatto di carne, poi un grande piatto di prosciutto freddo, poi muffin caldi o crumpets e poi un sacco di pane tostato, burro e marmellata e finiva con la frutta. Il suo pasto avrebbe sfamato una mensa per ufficiali". Luigi Battenberg scrisse a Winston Churchill: "Penso di poter dire sinceramente che in questo momento nessuno ha un'idea chiara di come il 2° comandante in capo, dovunque egli si trovi in prima linea, deve effettivamente comandare una tale flotta." Churchill era diventato Primo Lord in quell'anno e scelse il Principe Luigi come Primo Lord del Mare un anno dopo, al momento del pensionamento di Sir Francis Bridgeman. Questa selezione fu probabilmente poco saggia per motivi di opportunità politica, in vista delle circostanze della nascita del Principe Louis e della situazione minacciosa che si stava sviluppando all'estero. Battenberg fu confermato nel grado di Ammiraglio il 13 luglio 1912.

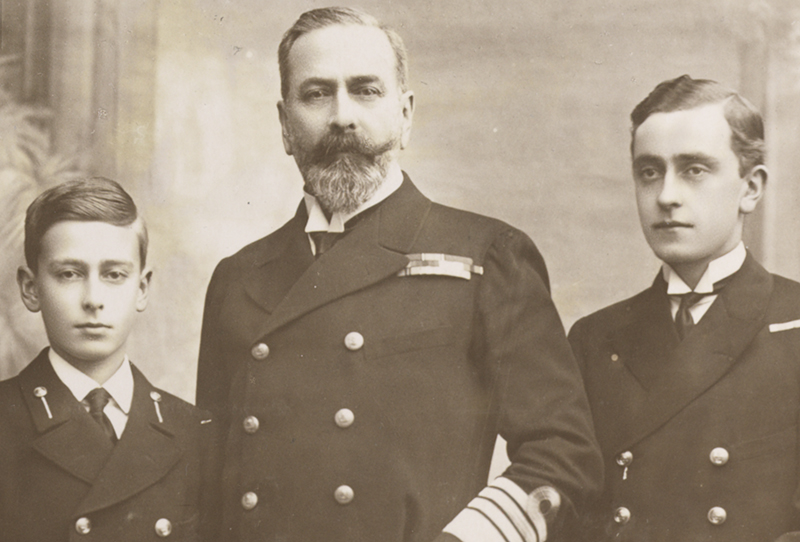
Luigi con i figli Louis e Giorgio.

Nel luglio 1914 fu effettuata una mobilitazione di prova delle riserve navali e le navi avrebbero dovuto disperdersi, dopo aver svolto esercitazioni nella Manica, nel momento in cui le relazioni tra la Gran Bretagna e la Germania erano diventate tese. A causa della malattia della moglie, Churchill era assente dall'Ammiragliato durante il fine settimana critico, 25-27 luglio, quindi la decisione finale spettava al Primo Lord del Mare, che, a parte il figlio giovane guardiamarina, era quasi completamente solo all'Ammiragliato la domenica cruciale del 26 luglio. Sebbene Churchill fosse a Cromer, rimase in contatto telefonico con Luigi: la mattina del 26 luglio chiamò due volte l'Ammiragliato per avere notizie e Battenberg spiegò che la situazione stava rapidamente peggiorando. Con la guerra che si avvicinava rapidamente, si doveva decidere se la flotta dovesse essere dispersa e le navi di riserva smobilitate, in conformità con i piani già elaborati, o se si dovessero prendere misure preliminari per posizionare gli squadroni nelle loro varie postazioni di guerra. Durante la seconda conversazione telefonica, Battenberg premette il Primo Lord affinché prendesse una decisione. La risposta di Churchill sembra aver lasciato a desiderare o semplicemente affermato l'ovvio. 

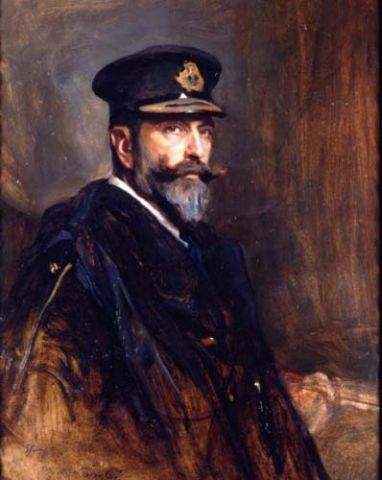
Dipinto del Principe di Laszlo.

Secondo il ricordo di suo figlio molti anni dopo, Churchill disse a Battenberg che il Primo Lord del Mare era a capo della Marina, ma che ritardare la fine della mobilitazione di prova avrebbe avuto "implicazioni politiche": "Quando divenne abbastanza chiaro a mio padre che non avrebbe ricevuto alcun consiglio, si rese conto che non aveva altra alternativa che tenere ferma la flotta lui stesso. Così andò avanti e di sua spontanea volontà annullò gli ordini di smobilitazione in modo da tenere la flotta pronta per la guerra e informò l'ufficiale straniero ed il Re della sua decisione." Alle quattro del pomeriggio, il principe Luigi inviò un telegramma al comandante in capo delle flotte nazionali, Sir George Callaghan: "Nessuna nave della prima flotta o delle flottiglie deve lasciare Portland fino a nuovi ordini." Churchill in seguito riconobbe in una lettera a Battenberg del 19 ottobre che "il primo passo che ha garantito la tempestiva concentrazione della flotta è stato compiuto da voi". La guerra non era stata ancora dichiarata, ma la previsione del primo signore del mare assicurava che quando fosse diventato inevitabile la marina sarebbe stata in uno stato di prontezza. Gli eventi politici si muovevano rapidamente. Alle quattro del mattino del 3 agosto la mobilitazione della marina era stata completata.

#### Dimissioni

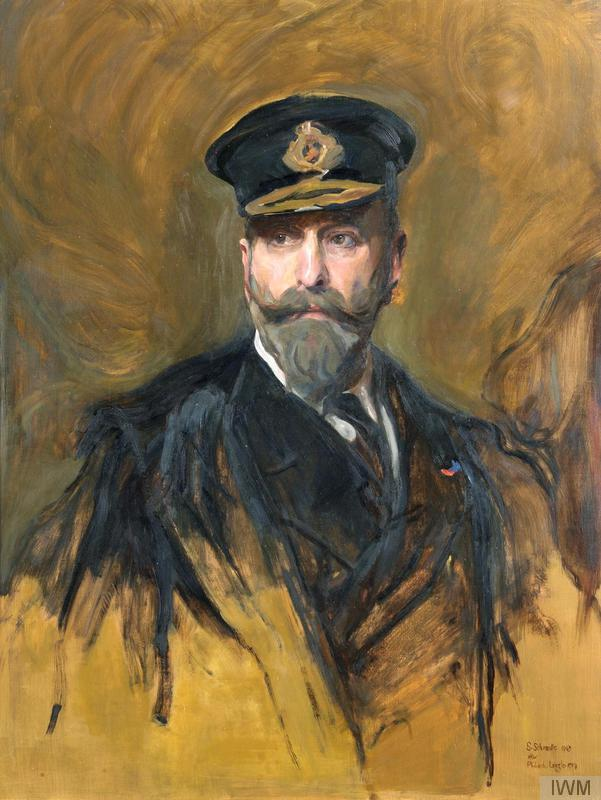
Luigi, Primo Lord del Mare.

Il 29 ottobre Battenberg presentò ufficialmente le sue dimissioni a Churchill: "Caro signor Churchill, sono giunto di recente alla dolorosa conclusione che a questo punto la mia nascita e la mia discendenza hanno l'effetto di compromettere in qualche modo la mia utilità nel Consiglio dell'Ammiragliato. In queste circostanze ritengo sia mio dovere, in quanto suddito leale di Sua Maestà, dimettermi dall'incarico di Primo Lord del Mare, sperando in tal modo di facilitare il compito dell'amministrazione del grande Servizio, a cui ho dedicato la mia vita, e di alleviare il peso imposto ai Ministri di Sua Maestà." Asquith organizzò personalmente che Battenberg prestasse giuramento al Consiglio privato e Churchill promise che gli sarebbe stato assegnato il Comando in Capo a Portsmouth alla fine della guerra in successione a Sir Hedworth Meux. Il direttore dell'artiglieria navale, capitano Morgan Singer, scrisse in seguito: "Il principe Luigi di Battenberg lasciò l'Ammiragliato nell'ottobre del 14, con grande sollievo di tutti; non aveva avuto successo, era completamente nelle mani di Churchill, che faceva esattamente ciò che voleva". Il vicedirettore dei siluri, il capitano (in seguito ammiraglio) Philip W. Dumas, confidò nel suo diario all'epoca: "Il Principe Luigi è stato un fallimento". L'Ammiraglio comandante scrisse: "Per quanto riguarda il Principe Luigi, naturalmente, tutto ciò che riguarda il fatto che fosse una spia è 'marciume', ma da tutto ciò che si è sentito e si sa è abbastanza evidente che era diventato un non-ente e un semplice strumento nelle mani di W.C."

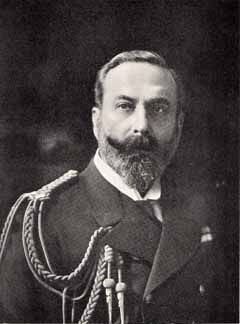
Principe Luigi di Battenberg.

Il 5 novembre 1914, Battenberg giurò per il Consiglio privato di Sua Maestà; attraverso un'ordinanza del Consiglio del 23 dicembre, a Battenberg fu concesso, "mentre è a mezza paga durante il periodo della guerra, il tasso speciale di mezza paga di duemila sterline all'anno".Luigi concordò con il Secondo Lord del Mare, Sir Frederick T. Hamilton, che il suo secondo figlio, il Principe Louis, passato alla storia come Lord Mountbatten e Conte Mountbatten di Birmania, sarebbe andato a Lion quando avesse lasciato il Royal Naval College, Dartmouth, e non verso la Nuova Zelanda, dove il figlio maggiore, il Principe Giorgio stava prestando servizio. Fu inserito nella Lista dei pensionati su sua richiesta il 1º gennaio 1919. A luglio si lamentò con il suo amico Tufton P. H. Beamish, "È stato uno strappo separarmi dalle mie medaglie. I bolscevichi hanno ingoiato 50.000 sterline che avevo in Russia!". Il 4 agosto fu promosso appositamente dall'Ordine in Consiglio al grado di Ammiraglio della Flotta, nella Lista dei Ritirati, per il quale i suoi servizi passati "lo avrebbero pienamente qualificato".

### Questione del cognome

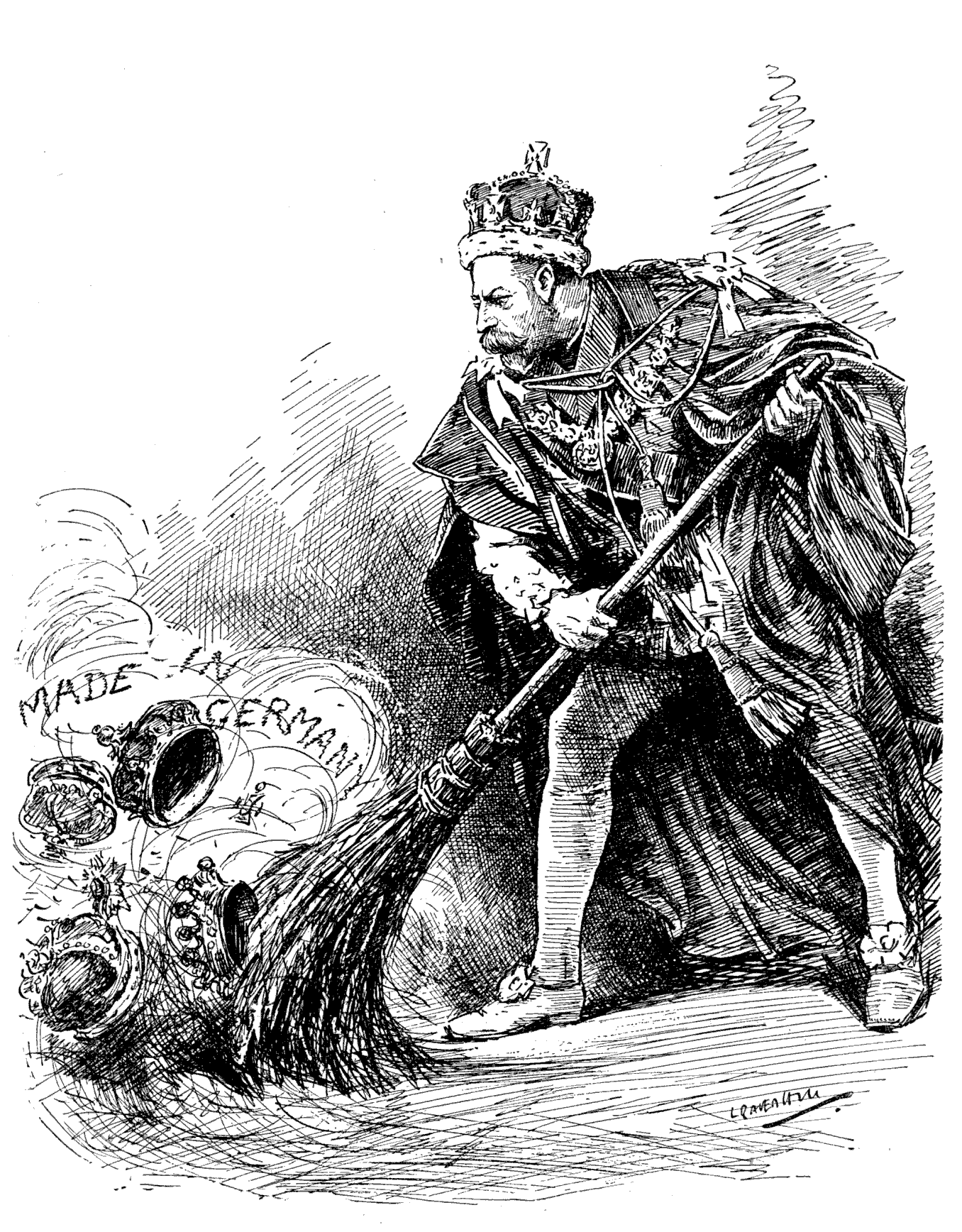
Caricatura che mostra Giorgio V nell'eliminare tutto ciò di tedesco.

Con lo scoppio della Prima guerra mondiale, in Gran Bretagna si dilagò un fortissimo sentimento antitedesco: riguardo a ciò bisogna ricordare che Luigi apparteneva alla dinastia dei Battenberg, ramo cadetto della casa reale d'Assia e quindi di origini tedesche. Per questo motivo, Battenberg lasciò il suo incarico di Primo Lord del Mare nel 1914. Con il costante aumento delle dimostrazioni negative verso tutto ciò che ricordava la Germania, re Giorgio V cambiò nel 1917 il nome della Famiglia reale, abbandonò così il nome tedesco Sassonia-Coburgo-Gotha adottando il nome più che britannico, Windsor. Nello stesso periodo, anche lo stesso Luigi fu costretto a rinunciare al proprio cognome e al titolo tedesco di "Sua Altezza Serenissima, Principe di Battenberg". Il cognome Battenberg cadde e fu sostituito con la sua versione anglofona Mountbatten.
Il 17 luglio 1917, re Giorgio investì Luigi dei titoli di Marchese di Milford Haven, Conte di Medina e Visconte di Alderney, entrando così nella Paria britannica. Rifiutò un ducato dal Re perché era preoccupato che il suo reddito non fosse abbastanza grande per intrattenere o vivere come ci si aspettava da un Duca. Il suo figlio più giovane, Dickie, poi Lord Mountbatten, non si riprese mai del tutto dall'umiliazione di essere retrocesso a lord dopo essere stato principe. La Rivoluzione russa vide la soppressione della famiglia reale russa, comprese le sue cognate Ella, Elisabetta, e Alexandra, la Zarina conosciuta come Alix in famiglia. I Mountbatten cercarono di salvare i propri parenti, ma purtroppo i rivoluzionari furono sordi alle loro suppliche di pietà. Negli ultimi giorni della guerra, Louis, che a quel tempo viveva con Victoria a Kent House sull'Isola di Wight, fu informato per lettera dal Primo Lord del Mare Sir Rosslyn Weymss che non avrebbe più assistito al servizio attivo in marina. Louis si ritirò ufficialmente il 1º gennaio 1919.

### Ultimi anni

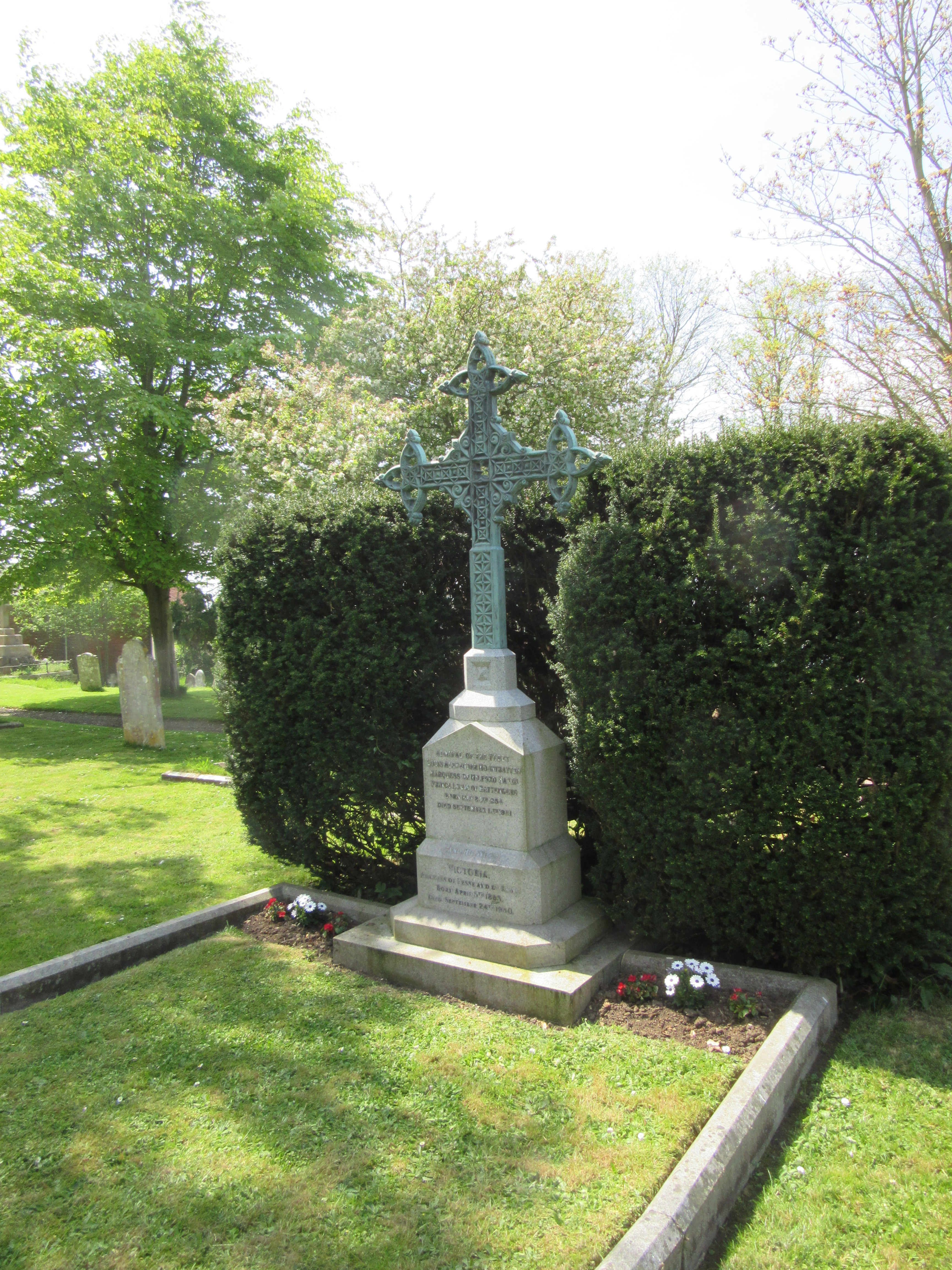
Tomba di Luigi Mountbatten.

I Milford-Haven furono costretti a vendere Kent House e Schloss Heiligenberg, oltre che a mettere all'asta alcune delle medaglie di Louis, poiché il crollo dell'economia tedesca e la caduta della Russia li lasciò in difficoltà finanziarie, rendendo i loro investimenti inutili. Louis fu creato Ammiraglio della flotta, in pensione, nel 1921. Morì al Naval and Military Club di Londra l'11 settembre 1921. Fu sepolto nella chiesa di St. Mildred a Whippingham sull'Isola di Wight. La moglie Vittoria gli sopravvisse per 29 anni. Il figlio Dickie Mountbatten, come suo padre, prestò servizio come Primo Lord del Mare dopo una brillante carriera in marina.

### Titoli e trattamento
- 24 maggio 1854 – 26 dicembre 1858: Sua Altezza illustrissima, Conte Luigi di Batteberg
- 26 dicembre 1858 – 14 luglio 1917: Sua Altezza Serenissima, Principe Luigi di Battenberg
- 14 luglio 1917 – 7 novembre 1917: The Right Honourable, Sir Louis Mountbatten
- 7 novembre 1917 – 11 settembre 1921: The Most Honourable, il Marchese di Milford Haven

## Discendenza
Dal matrimonio con Vittoria Alberta d'Assia nacquero quattro figli:
- Alice (1885-1969), sposò il principe Andrea di Grecia e fu madre del principe Filippo, poi duca di Edimburgo
- Luisa (1889-1965), sposò Gustavo VI Adolfo, re di Svezia
- Giorgio (1892-1938), II marchese di Milford Haven, ufficiale e matematico
- Louis (1900-1979), Conte e Visconte Mountbatten of Burma, Ammiraglio della flotta e ultimo viceré dell'India britannica

## Albero genealogico
|                             |                              |                                                | Genitori                                               |  |  | Nonni |  |  | Bisnonni        |  |  | Trisnonni                  |  |
|                             |                              |                                                |                                                        |  |  |       |  |  | Luigi I d'Assia |  |  | Luigi IX d'Assia-Darmstadt |  |
|                             |                              |                                                |                                                        |  |  |       |  |  | Luigi I d'Assia |  |  | Luigi IX d'Assia-Darmstadt |  |
|                             |                              | Carolina del Palatinato-Zweibrücken-Birkenfeld |                                                        |  |  |       |  |  | Luigi I d'Assia |  |  |                            |  |
| Luigi II d'Assia            |                              |                                                |                                                        |  |  |       |  |  | Luigi I d'Assia |  |  |                            |  |
|                             |                              | Luisa d'Assia-Darmstadt                        | Giorgio Guglielmo d'Assia-Darmstadt                    |  |  |       |  |  |                 |  |  |                            |  |
|                             |                              | Luisa d'Assia-Darmstadt                        | Giorgio Guglielmo d'Assia-Darmstadt                    |  |  |       |  |  |                 |  |  |                            |  |
|                             |                              | Luisa d'Assia-Darmstadt                        | Maria Luisa Albertina di Leiningen-Dagsburg-Falkenburg |  |  |       |  |  |                 |  |  |                            |  |
| Alessandro d'Assia          |                              | Luisa d'Assia-Darmstadt                        |                                                        |  |  |       |  |  |                 |  |  |                            |  |
|                             |                              | Carlo Luigi di Baden                           | Carlo Federico di Baden                                |  |  |       |  |  |                 |  |  |                            |  |
|                             |                              | Carlo Luigi di Baden                           | Carlo Federico di Baden                                |  |  |       |  |  |                 |  |  |                            |  |
|                             |                              | Carlo Luigi di Baden                           | Carolina Luisa d'Assia-Darmstadt                       |  |  |       |  |  |                 |  |  |                            |  |
| Guglielmina di Baden        |                              | Carlo Luigi di Baden                           |                                                        |  |  |       |  |  |                 |  |  |                            |  |
|                             |                              | Amalia d'Assia-Darmstadt                       | Luigi IX d'Assia-Darmstadt                             |  |  |       |  |  |                 |  |  |                            |  |
|                             |                              | Amalia d'Assia-Darmstadt                       | Luigi IX d'Assia-Darmstadt                             |  |  |       |  |  |                 |  |  |                            |  |
|                             |                              | Amalia d'Assia-Darmstadt                       | Carolina del Palatinato-Zweibrücken-Birkenfeld         |  |  |       |  |  |                 |  |  |                            |  |
| Luigi di Battenberg         |                              | Amalia d'Assia-Darmstadt                       |                                                        |  |  |       |  |  |                 |  |  |                            |  |
|                             | Friedrich Carl Emanuel Hauke | Ignatz Marianus Hauck                          |                                                        |  |  |       |  |  |                 |  |  |                            |  |
|                             | Friedrich Carl Emanuel Hauke | Ignatz Marianus Hauck                          |                                                        |  |  |       |  |  |                 |  |  |                            |  |
|                             | Friedrich Carl Emanuel Hauke | Maria Franziska Riedesel zu Eisenbach          |                                                        |  |  |       |  |  |                 |  |  |                            |  |
| Conte Hans Moritz von Hauke | Friedrich Carl Emanuel Hauke |                                                |                                                        |  |  |       |  |  |                 |  |  |                            |  |
|                             |                              | Maria Salomé Schweppenhäuser                   | Heinrich Wilhelm Schweppenhäuser                       |  |  |       |  |  |                 |  |  |                            |  |
|                             |                              | Maria Salomé Schweppenhäuser                   | Heinrich Wilhelm Schweppenhäuser                       |  |  |       |  |  |                 |  |  |                            |  |
|                             |                              | Maria Salomé Schweppenhäuser                   | Charlotte Philippine Juliane Westermann                |  |  |       |  |  |                 |  |  |                            |  |
| Julia von Hauke             |                              | Maria Salomé Schweppenhäuser                   |                                                        |  |  |       |  |  |                 |  |  |                            |  |
|                             |                              | Franz Leopold Lafontaine                       | Benno Leopold Ignatius Lafontaine                      |  |  |       |  |  |                 |  |  |                            |  |
|                             |                              | Franz Leopold Lafontaine                       | Benno Leopold Ignatius Lafontaine                      |  |  |       |  |  |                 |  |  |                            |  |
|                             |                              | Franz Leopold Lafontaine                       | Maria Katharina Franziska Leonhardt                    |  |  |       |  |  |                 |  |  |                            |  |
| Sophie Lafontaine           |                              | Franz Leopold Lafontaine                       |                                                        |  |  |       |  |  |                 |  |  |                            |  |
|                             |                              | Maria Theresa Kornély                          | Markus Kornély                                         |  |  |       |  |  |                 |  |  |                            |  |
|                             |                              | Maria Theresa Kornély                          | Markus Kornély                                         |  |  |       |  |  |                 |  |  |                            |  |
|                             |                              | Maria Theresa Kornély                          | ?                                                      |  |  |       |  |  |                 |  |  |                            |  |
|                             |                              | Maria Theresa Kornély                          |                                                        |  |  |       |  |  |                 |  |  |                            |  |